# Roberta Clarke
Roberta Clarke es una abogada barbadense que ha trabajado para ONU Mujeres. Fue elegida comisionada de la Comisión Interamericana de Derechos Humanos para ejercer su cargo durante cuatro años a partir de 2022.

## Trayectoria
Clarke nació en Barbados y después de formarse como abogada, ejerció en Trinidad y Tobago. Posteriormente trabajó para la Organización de las Naciones Unidas, desempeñándose en el Caribe, Libia, África Oriental y Meridional y en Asia Pacífico.

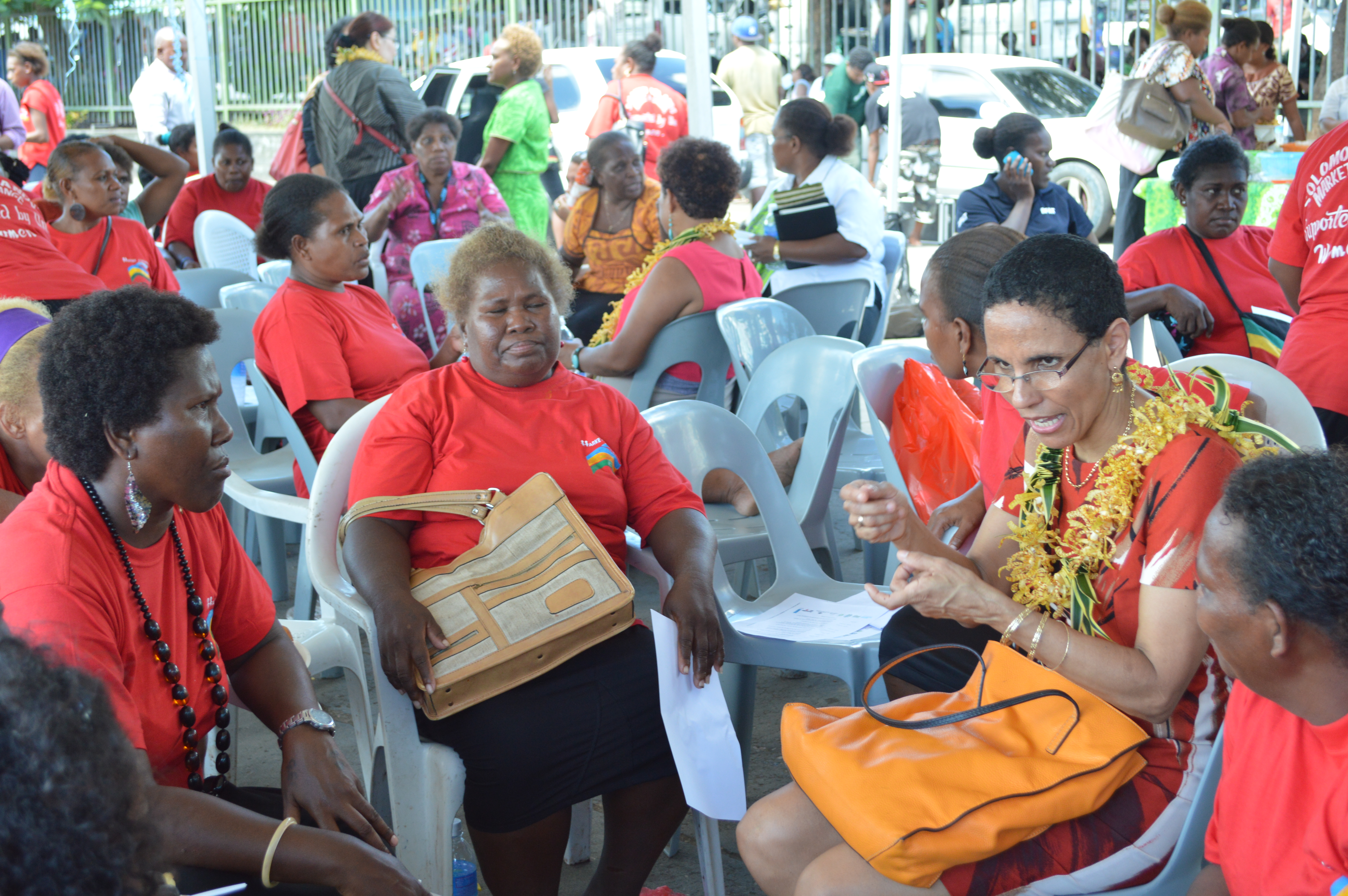
Clarke en Honiara, Islas Salomón, trabajando para ONU Mujeres en 2014

En 2014 fue Directora Regional de ONU Mujeres para Asia y el Pacífico y Representante en Tailandia.
Fue elegida como una de los siete comisionados de la Comisión Interamericana de Derechos Humanos a partir de enero de 2022. Fue elegida para un mandato de cuatro años. Había cinco candidatos para los tres puestos vacantes de comisionados y los otros dos candidatos seleccionados fueron de México y Colombia. En dicha oportunidad, contó con el apoyo del Ministerio de Relaciones Exteriores de Barbados y de su Misión Permanente ante la Organización de los Estados Americanos (OEA).
Posteriormente, asumió como Segunda Vicepresidenta de la CIDH. En dicha oportunidad, la presidenta fue la jamaiquina Margarette May Macaulay y la primera vicepresidenta fue Esmeralda Arosemena de Troitiño de Panamá. Esta fue una de las primeras veces que la comisión estuvo dirigida por un equipo compuesto exclusivamente por mujeres y la primera vez que todas provenían de Centroamérica o el Caribe. Además, Clarke sucedió a Flávia Piovesan como Relatora de la Comisión sobre los Derechos de las Personas Lesbianas, Gays, Trans, Bisexuales e Intersexuales.

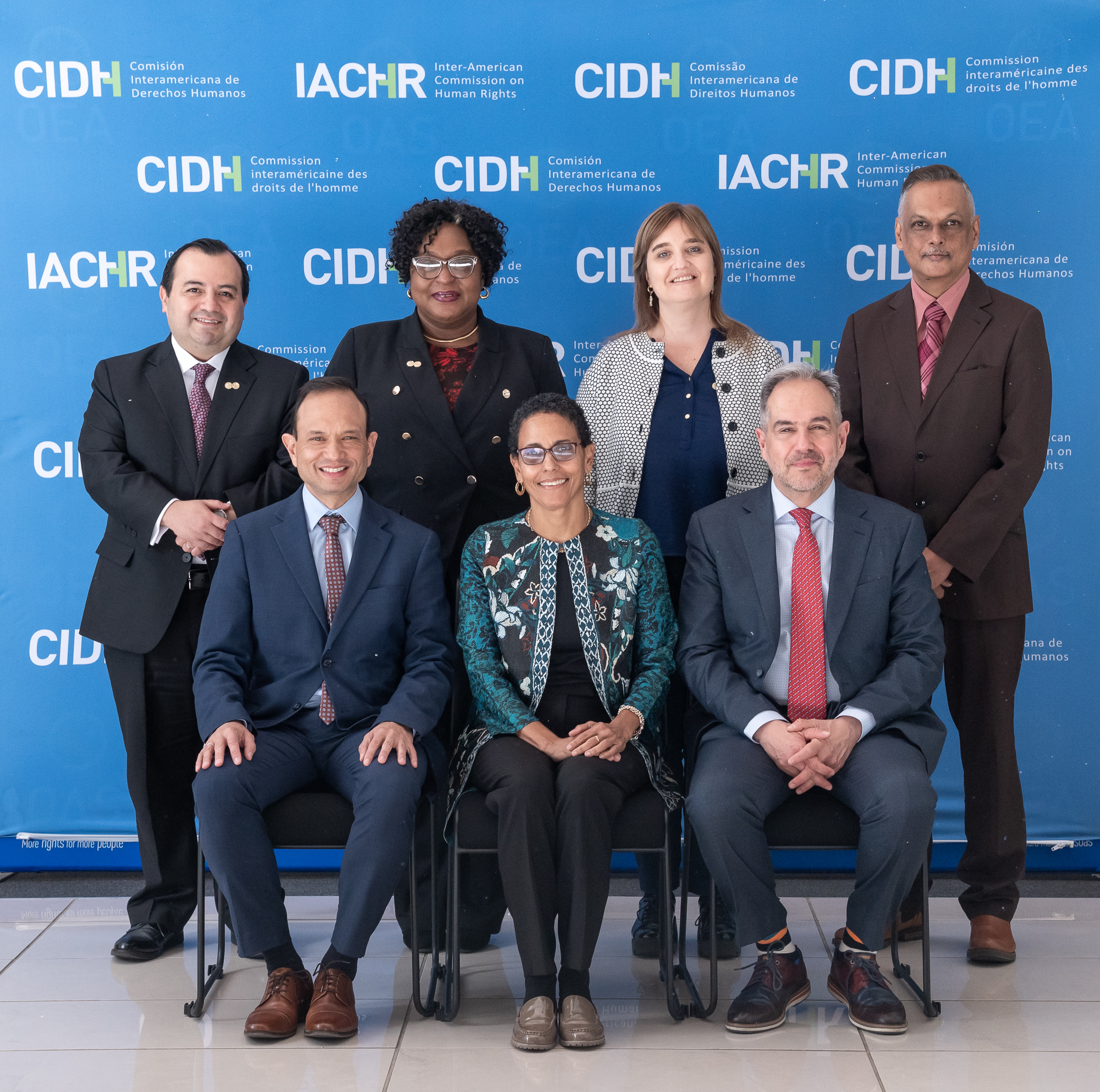
Comisionados de la CIDH en 2024.

En 2024 se eligieron nuevos comisionados de la CIDH. En dicha oportunidad, Clarke asumió como presidenta de la Comisión Interamericana de Derechos Humanos (CIDH).
Clarke es una destacada activista por los derechos de las mujeres y ha sido Presidenta de la Coalición contra la Violencia Doméstica en Trinidad y Tobago.